# Forum für Philosophie
Das Forum für Philosophie war eine philosophische Institution.

## Geschichte
Die Institution existierte von 1985 bis 1995 als Forum für Philosophie Bad Homburg in der Rechtsform einer GmbH. Alleinige Gesellschafterin war Gabriele Quandt-Langenscheidt. Als Geschäftsführer wurden die damaligen Privatdozenten Wolfgang R. Köhler, Wolfgang Kuhlmann (bis 1992) und Peter Rohs (bis 1986) bestellt. 
Nach Ablauf des bereits bei der Gründung vereinbarten Zeitraums von zehn Jahren übernahm Wolfgang R. Köhler sämtliche Gesellschafteranteile und die alleinige Geschäftsführung. Seit 1995 firmierte die Institution unter dem Namen Forum für Philosophie mit Sitz in Frankfurt am Main. Mit Ausbruch der Corona-Pandemie stellte das Forum für Philosophie im Jahre 2020 seinen Vortragsbetrieb ein. 

## Aufgaben
Grundsätzlich bestanden die selbst gewählten Aufgaben seit der Gründung des Forums im Jahr 1985 in der Durchführung von Tagungen und der Herausgabe von Büchern zu Themen der Philosophie. Bis 2005 wurden vom Forum 28 Veranstaltungen durchgeführt und 20 Bücher publiziert.
In den Anfangsjahren des Forums gab es auch eine Orientierung, die Philosophie ins Top-Management zu tragen, um dort eine Diskursethik zu implementieren. Zur Realisierung des Ziels kam es zu einer Zusammenarbeit mit Eberhard Schnelle, dem Entwickler der Moderation von Gruppen. Eine geplante Veranstaltungsserie trug den Titel Entscheidung und Kommunikation und plädierte für eine neue Rationalität im Management – ganz im Zeichen von John Rawls’ Theorie der Gerechtigkeit.

## Publikationen (Auswahl)
- Philosophie und Begründung. Suhrkamp Verlag, Frankfurt am Main 1987.
- Kants transzendentale Deduktion und die Möglichkeit der Transzendentalphilosophie. Suhrkamp Verlag, Frankfurt am Main 1988.
- Zerstörung des moralischen Selbstbewusstseins: Chance oder Gefährdung? Praktische Philosophie in Deutschland nach dem Nationalsozialismus. Suhrkamp Verlag, Frankfurt am Main 1989
- Die Ideen von 1789 in der deutschen Rezeption. Suhrkamp Verlag, Frankfurt am Main 1989.